# Postel 2000 FC
El Postel 2000 FC és un club de futbol de la ciutat de N'Djamena, Txad.

## Palmarès
- Lliga txadiana de futbol: [2]

1993, 1995
- Copa txadiana de futbol: [3]

1991